# Poecilomigas
Poecilomigas es un género de arañas migalomorfas de la familia Migidae. Se encuentra en África austral y África oriental.

## Lista de especies
Según The World Spider Catalog 11.5:
- Poecilomigas abrahami (O. Pickard-Cambridge, 1889)
- Poecilomigas basilleupi Benoit, 1962
- Poecilomigas elegans Griswold, 1987